# Роксанна Маккі
Роксанна Маккі (англ. Roxanne McKee, нар. 10 серпня 1980) — англійська акторка і модель, відома за ролі Луїзи Саммерс у британському т/с Голіокс та Клер Райзен в апокаліптичному т/с Домініон.

## Біографія
Народилася в Лондоні, Велика Британія. Після здобуття ступеню бакалавра в 2003 р. в області соціальної політики і політичних досліджень Лондонського університету Маккі отримала славу, вигравши роль в т/с Голіокс, ініціативі Channel 4.
Після того, як було підтверджено, що Роксана Маккі обрано на роль Луїзи Саммерс, вона з'явилася на екрані в грудні 2008 р. У 2008 р. Маккі також з'явилася в музичному відео Тайо Круза She's Like a Star.
Маккі зіграла роль Дореа у культовому серіалі Гра престолів.
У травні 2012 р. оголошено, що Маккі візьме участь у фільмі Поворот не туди 5: Кровна спорідненість.
З 2014 р. грає одну з головних ролей — Клер Райзен — в т/с Домініон.

## Фільмографія
| Рік  | Назва                                   | Роль             | Примітки      |
| ---- | --------------------------------------- | ---------------- | ------------- |
| 2014 | Броненосець: Битва за кров              | Бланш            | Пост-продакшн |
| 2014 | Геракл. Початок легенди                 | Королева Алкмена |               |
| 2013 | Вендетта                                | Морган           |               |
| 2012 | Поворот не туди 5: Кровна спорідненість | Літа             |               |
| 2010 | Виключений                              | Нікі             |               |

### Телебачення
| Рік       | Назва                | Роль          | Примітки    |
| --------- | -------------------- | ------------- | ----------- |
| 2014-2015 | Домініон             | Клер Райзен   | 21 епізод   |
| 2011–2012 | Гра престолів        | Дореа         | 11 епізодів |
| 2012      | Інспектор Льюіс      | Бріоні Кіган  |             |
| 2010      | Послуги для губ      | Лоу Фостер    | 4 епізоди   |
| 2010      | Персуасіоністи       | Христина      | 2 епізоди   |
| 2010      | Жителі Іст-Енду: Е20 | Піппа         |             |
| 2010      | F                    | Нікі Райт     |             |
| 2005–2008 | Голіокс              | Луіза Саммерс | 78 епізодів |

## Нагороди

### Акторка
- 2006 — номінація на премію «British Soap Awards» в категорії «Sexiest Female» за роль у серіалі «Голіокс».
- 2007 — премія «British Soap Awards» в категорії «Sexiest Female» за роль у серіалі «Голіокс».
- 2008 — премія «British Soap Awards» в категорії «Sexiest Female» за роль у серіалі «Голіокс».
- 2012 — номінація на «Премія Гільдії кіноакторів США» в категорії «Outstanding Performance by an Ensemble in a Drama Series» за роль у серіалі «Гра престолів».

### Модель
- 2006 — 91 місце в списку FHM «100 Sexiest Women in the World».
- 2007 — 42 місце в списку FHM «100 Sexiest Women in the World».
- 2008 — 97 місце в списку FHM «100 Sexiest Women in the World».
- 2013 — 41 місце в списку FHM «100 Sexiest Women in the World».